# ليلى بنت يوسف
ليلى مريم بن يوسف (ولدت في 13 نوفمبر 1981 في سيدني، مونتانا، الولايات المتحدة الأمريكية) لاعبة قفز بالزانة.
حققت رقماً قياسيا لتونس، بالإضافة إلى المدالية الذهبية في دورة الألعاب الأفريقية عام 2007 بالجزائر. ليلي مزدوجة الجنسية إلا أنها اختارت أن تمثل دولة أبيها (تونس) في المحافل الرياضية الدولية مثل الألعاب الاولمبية.

## حياتها الرياضية
ولدت ليلى بن يوسف في سيدني بولاية مونتانا في الولايات المتحدة الامريكية  لأب تونسي وأم فرنسية، بدأت حياتها الرياضية في القفز بالزانة في سن الرابعة عشرة.تفوقت في الرياضة البدنية والدراسة الأكاديمية في أعوام دراستها في المدرسة الثانوية حيث فازت ببطولة الولاية للفئة الأولى ثلاثة مرات وسجلت رقمأ قياسياً شخصي بمعدل 12 قدم و7.5 بوصة (3.84 متر).تخرجت من المدرسة الثانوية عام 2000 وحصلت  على منحة دراسية أكاديمية ورياضية كاملة بجامعة ستانفورد بولاية كالفورنيا وتخصصت في علم الاحياء البشرية بالإضافة إلى علم الآثار. دخلت  في المنافسة على مسابقة المضار الجامعي والفريق الميداني كعضو في ستانفورد كاردينال وهو الفريق الرياضي الممثل لجامعة ستانفورد. بعد الانتهاء من شهادة البكالوريوس في عام 2004، حصلت ليلى بنت يوسف على درجة الماجستير في الأنثروبولوجيا الطبية من ستانفورد. منذ أن تخرجت من جامعة ستانفورد في عام 2005، واصلت ليلى المنافسة في القفز بالزانة ولكن هذة المرة كعضو في مسابقات المضمار الوطني التونسي والفريق الميداني. وصلت إلى اعلى موسم لها  عند الفوز بالميدالية الذهبية في دورة الألعاب العربية في القاهرة، مصر، وفي دورة الألعاب الأفريقية في الجزائر، بارتفاع 3.80 و3.85 متر على التوالي. في العام التالي، قامت ليلى بنت يوسف بتحسين أدائها في البطولة الأفريقية في أديس أبابا، إثيوبيا، عندما كسرت حاجز 4 أمتار لتحصل على الميدالية ذهبية مرة أخرى. كما أنها سجلت رقما قياسيا وطنيا، وانجازاُ شخصياً عندما وصلت إلى 4.30 متر في مسابقة  ألعاب القوى في لوس جاتوس بولاية  كاليفورنيا، حقق ذلك لها وصمة لامعة في الفريق التونسي للأولمبياد. في دورة الألعاب الاولمبية الصيفية 2008 في بكين، نجحت ليلى  فيالوصول إلى ارتفاع 4 امتار في ولكن لسوء الحظ لم تنجح في الوصول إلى المرحلة النهائية وحققت المرتبة الثانية والثلاثين في التصفيات المؤهلة أمام الفنلندية فانسيا فاندي بعد فترة قصيرة من دورة الألعاب الاولمبية، أعلنت ليلى بن يوسف تقاعدها من الوثب بالزانة لمتابعة دراستها في كلية الطب بجامعة واشنطن.

## روابط خارجية
- ليلى بنت يوسف على موقع الاتحاد الدولي لألعاب القوى (الإنجليزية)
- ليلى بنت يوسف على موقع أوليمبيديا (الإنجليزية)